# Puxton
Puxton – wieś w Anglii, w hrabstwie ceremonialnym Somerset, w dystrykcie (unitary authority) North Somerset. Leży 22 km na południowy zachód od miasta Bristol i 190 km na zachód od Londynu. W 2001 miejscowość liczyła 328 mieszkańców.